# سلة كوروكو الفلم: اللعبة الأخيرة
سلة كوروكو الفيلم: اللعبة الأخيرة (باليابانية: 劇場版 黒子のバスケ LAST GAME، بالروماجي: Gekijō-ban Kuroko no Basuke Rasuto Gēmu) هو فيلم أنمي ياباني من إنتاج استوديو برودكشن آي جي، الفيلم مقتبس من سلسلة مانغا كرة سلة كوروكو من تأليف تاداتوشي فوجيماكي. عرض الفيلم في اليابان في 18 مارس عام 2017.

## القصة
تدور أحداث القصة عن فريق أمريكي لكرة سلة الشوارع جاء إلى اليابان يدعى جابروك، لعب مباراة كرة سلة مع فريق ياباني، وفاز الفريق الأمريكي بكل سهولة، وبعد فوزهم سخروا من جميع اللاعبين باليابانين، يغضب المدرب كاغيتورا آيدا منهم فيقرر تشكيل فريق موكون من لاعبين جيل المعجزات من أجل هزيمتهم.

## الأداء الصوتي
| الشخصية             | الأداء الصوتي     |
| ------------------- | ----------------- |
| تيتسويا كوروكو      | كينشو أونو        |
| تايغا كاغامي        | يوكي أونو         |
| شينتارو ميدوريما    | دايسكي أونو       |
| سيجورو أكاشي        | هيروشي كاميا      |
| دايكي أوميني        | جونيتشي سوابي     |
| أتسوشي موراساكيبارا | كينيتشي سوزومورا  |
| ريوتا كيسي          | ريوهيه كيمورا     |
| ريكو آيدا           | تشيوا سايتو       |
| ساتسوكي موموي       | فوميكو أوريكاسا   |
| كاغيتورا آيدا       | شينيتشيرو ميكي    |
| كوسوكي واكاماتسو    | كوسكي توريومي     |
| جونبي هيوغا         | يوشيماسا هوسويا   |
| كازوناري تاكاو      | تاتسوهيسا سوزوكي  |
| ناش غولد جاي آر.    | هيكارو ميدوريكاوا |
| جيسون سيلفر         | تيتسو إينادا      |

## وصلات خارجية
- الموقع الرسمي (باليابانية)
- مقالات تستعمل روابط فنية بلا صلة مع ويكي بيانات